# Les Oubliés (film, 1941)
Pour les articles homonymes, voir Les Oubliés.
Pour plus de détails, voir Fiche technique et Distribution.

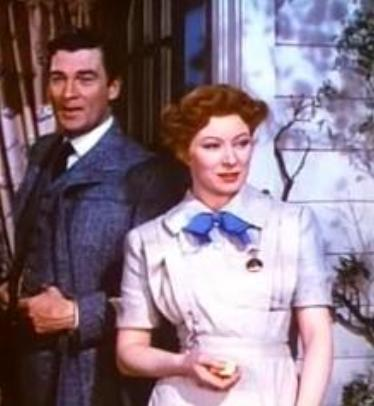
Walter Pidgeon et Greer Garson

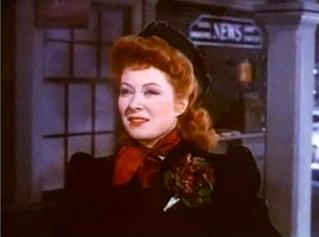
Greer Garson

Les Oubliés (titre original : Blossoms in the Dust) est un film américain réalisé par Mervyn LeRoy, sorti en 1941.

## Synopsis
Edna et Charlotte ont été élevées ensemble. Lorsque Charlotte voit ses fiançailles rompues, elle se suicide. Quant à Edna elle se marie avec Sam Gladney et tombe enceinte.

## Fiche technique
- Titre : Les Oubliés
- Titre original : Blossoms in the Dust
- Réalisation : Mervyn LeRoy
- Scénario : Anita Loos d'après une histoire de Ralph Wheelwright
- Production : Irving Asher et Mervyn LeRoy
- Société de production MGM
- Photographie : Karl Freund et W. Howard Greene
- Musique : Herbert Stothart
- Direction artistique : Cedric Gibbons et Urie McCleary
- Décors : Edwin B. Willis
- Costumes : Adrian et Gile Steele
- Montage : George Boemler
- Pays d'origine : États-Unis
- Langue : anglais
- Format : Couleur (Technicolor) - Son : Mono (Western Electric Sound System)
- Genre : Mélodrame
- Durée : 99 minutes
- Date de sortie : 25 juillet 1941 (USA)

## Distribution

### Acteurs crédités
- Greer Garson (VF : Helene Tossy) : Edna Kahly Gladney
- Walter Pidgeon (VF : Pierre Morin) : Samuel 'Sam' Gladney
- Felix Bressart (VF : Leonce Corne)  : Docteur Max Breslar
- Marsha Hunt (VF : Paula Dehelly) : Charlotte Kahly
- Fay Holden : Mme Kahly
- Samuel S. Hinds : M. George Kahly
- Kathleen Howard : Mme Sarah Keats
- George Lessey : M. Keats
- William Henry : Allan Keats
- Henry O'Neill : Juge Hartford
- John Eldredge : Damon McPherson
- Clinton Rosemond : Zeke
- Theresa Harris : Cleo
- Cecil Cunningham : Mme Gilworth

### Acteurs non crédités
- Harry Allen : Gus
- Davison Clark : Conseiller municipal
- Joseph Crehan : Président du conseil
- Edith Evanson : Hilda
- Edward Fielding : Juge
- Fay Helm : Leta Eldredge
- Cy Kendall : Harrington
- Clarence Kolb : T.R. Cotton, sénateur du Texas
- Hope Landin : Olga
- Anne O'Neal : Lena
- Oscar O'Shea : Dr West
- Paul Everton, Howard C. Hickman, Will Wright : Autres sénateurs du Texas
- Almira Sessions : Mme Brown
- Emmett Vogan : M. Bedlow
- Douglas Wood : Président du Sénat du Texas

## Autour du film
- Le film, tiré de l’histoire véritable d’une puéricultrice Edna Gladney, remporta un grand succès auprès du public et propulsa Greer Garson grande star de la MGM[1]. Elle sera pendant cinq ans une des dix stars les plus populaires du box office[2].

- C’est le premier film du tandem Greer Garson/Walter Pidgeon qui deviendra un des couples les plus célèbres de l’écran et des plus fructueux pour les recettes de la MGM[1]. Ils firent huit films ensemble dont le célèbre Madame Miniver.

## Récompenses et distinctions

### Oscars
Le film Les Oubliés  a reçu quatre nominations dont celui de la meilleure actrice et du meilleur film et remporta 1 Oscar : 
- Oscar de la meilleure direction artistique : Cedric Gibbons, Urie McCleary, Edwin B. Willis